# Furs de Terol

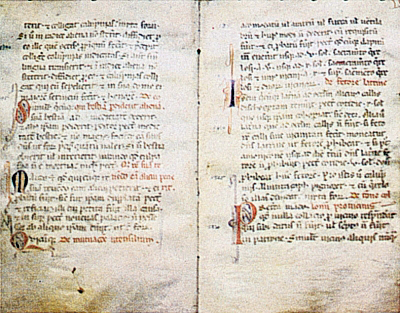
Forum Turolii, els Furs de Terol

Els Furs de Terol sou els Furs locals concedits pel rei Alfons II d'Aragó el Cast a la ciutat de Terol l'octubre del 1177; estigueren vigents fins al 1598, any en què foren agregats als Furs d'Aragó.

## Origen i manuscrits
L'1 d'octubre del 1171 el rei Alfons II d'Aragó el Cast conquerí Tirwal amb la intenció de reforçar la línia frontera meridional del Regne d'Aragó, que va veure amenaçada quan els almohades conqueriren Madina Balansiya. El 1177 fundà la ciutat de Terol, i per tal de facilitar-ne la colonització li concedí privilegis i Furs, el Forum Turolii. Originalment escrits en llatí, foren traduïts a l'aragonès, constituint el fur municipal més extens escrit en llengua aragonesa.
Se'n conserven dos manuscrits en llatí, un a l'Archivo Municipal de Teruel i un altre a la Biblioteca Nacional de Madrid; i dos en aragonès: ms. 1-4 de la "Sociedad Turolense de Amigos del País" datat en vers a mitjans del segle xiii, i el ms. 802 de la Biblioteca Nacional de Madrid, data vers el 1379, que destaca per estar embellit en els seus marges per dibuixos fantàstics i obscens.

## Contingut
Els Furs de Terol donen un gran poder al Concejo, destacant la protecció del veí de la ciutat enfront del foraster, així com la igualtat estamental, amb un dur ordenament penal i processal.

## Evolució
La seva forma definitiva l'adoptaren el 1247, constituint aleshores una recopilació de textos utilitzats com a dret foral de l'Extremadura aragonesa. Molt emparentat amb els altres Furs aragonesos com els Furs de Calatayud, Furs de Daroca, i també amb altres castellans com el Fur de Conca.

## Àmbit d'aplicació
Es va estendre per tota la comunitat de Terol, Albarrasí, Mosqueruela i d'altres viles veïnes. Fins al 1598 els vilatans que comptaren amb la protecció dels Furs de Terol romangueren al marge de l'àmbit competencial dels Furs d'Aragó.

## Edició
L'ordenament Terol fou recopilat en romanç per Juan del Pastor i s'editaren el 1531, distingint els furs Vells o de Sepúlveda, dels furs nous, alguns dels quals són comuns a Terol i Albarrasí, i altres són particulars d'un o altre lloc.

## Reforma i desaparició
El rei Felip II de Castella reformà els furs el 1565, no després de grans tensions, ja que els locals no volien acceptar-ho. Després de les Alteracions d'Aragó i en virtut de l'«asiento de agregación» de 1598 foren incorporats als Furs d'Aragó generals, prèvia compensació econòmica i atorgament de més participació del Concejo en l'ordenament administratiu.